# Structuurverf
Structuurverf is latexverf waaraan zandkorrels zijn toegevoegd.
Door het aanbrengen van de structuurverf creëert men een bepaald effect, een structuur, op het oppervlak. De verf kan aangebracht worden met een verfroller of een kwast. Men kan structuurverf kopen met een grove of fijne zandkorrel naar wat men wenst als eindresultaat. Het resultaat is een ruw oppervlak dat naast het effect van de korrels ook verhullend werkt voor eventuele onvolkomenheden van de ondergrond.
Een nadeel is dat het lastig is de met structuurverf bedekte oppervlakte schoon te maken, wat dan vaak resulteert in het overschilderen ervan. Men moet er dan wel rekening mee houden dat de oppervlakte als gevolg van de structuur veel groter is geworden en dat men daarom aanzienlijk meer verf nodig heeft dan wat men normaal inschat voor het aantal vierkante meters.